# 搖擺樂
搖擺樂（英語：Swing music）是1930年代早期發源於美國的一種音樂類型，至1935年已形成獨特的風格。搖擺樂依靠由低音提琴和鼓組成的節奏組來支撐旋律組（旋律組包含小喇叭、伸縮喇叭等銅管樂器、薩克斯風、單簧管等木管樂器，有時也會加入小提琴、吉他等弦樂器。）節拍速度大致多為中等至輕快，帶有搖擺的節奏感。
音樂之所以稱為「搖擺樂」，是由於音樂強調小節裡的下半拍或弱拍，因而帶來搖擺的感覺。搖擺樂樂團通常會有獨奏樂手為編制好的音樂加上即興演奏。
1935年至1945年稱為「搖擺年代」(Swing Era)，在各大樂團以及班尼·古德曼等樂團領班的演奏下，可供跳舞的搖擺樂稱霸當時的美國流行樂壇。
而2017年台北爵士音樂節亦以《全城搖擺 city of swing》為主題。